# Philine rubrata
Philine rubrata is een slakkensoort uit de familie van de Philinidae. De wetenschappelijke naam van de soort is voor het eerst geldig gepubliceerd in 1988 door Gosliner.